# Björsäters distrikt, Östergötland
Björsäters distrikt är ett distrikt i Åtvidabergs kommun och Östergötlands län. 
Distriktet ligger norr om Åtvidaberg. 

## Tidigare administrativ tillhörighet
Distriktet inrättades 2016 och utgörs av socknen Björsäter i Åtvidabergs kommun.
Området motsvarar den omfattning Björsäters församling hade vid årsskiftet 1999/2000.